# Cymothoe hypatha
Cymothoe hypatha là một loài bướm Nymphalidae. Loài này phân bố ở Nigeria, Cameroon, Gabon, Cộng hòa Trung Phi, Angola và Cộng hòa Dân chủ Congo. Môi trường sống của loài này là rừng nguyên sinh.
Ấu trùng ăn các loài thuộc chi Rinorea.

## Phân loài
- Cymothoe hypatha hypatha (Nigeria: Cross River loop, Gabon, Cộng hòa Trung Phi, Angola, miền bắc Cộng hòa Dân chủ Congo)
- Cymothoe hypatha okomu Hecq & Larsen, 1997 (tây Nigeria)